# NGC 105
NGC 105 ist eine Spiralgalaxie vom Hubble-Typ Sab im Sternbild Fische auf der Ekliptik. Sie ist schätzungsweise 242 Millionen Lichtjahre von der Milchstraße entfernt und hat einen Durchmesser von etwa 75.000 Lichtjahren.
Die Typ-Ia-Supernovae SN 1997cw und SN2007A wurden hier beobachtet.
Das Objekt wurde am 15. Oktober 1884 von dem französischen Astronomen Édouard Jean-Marie Stephan entdeckt.